# Kapa

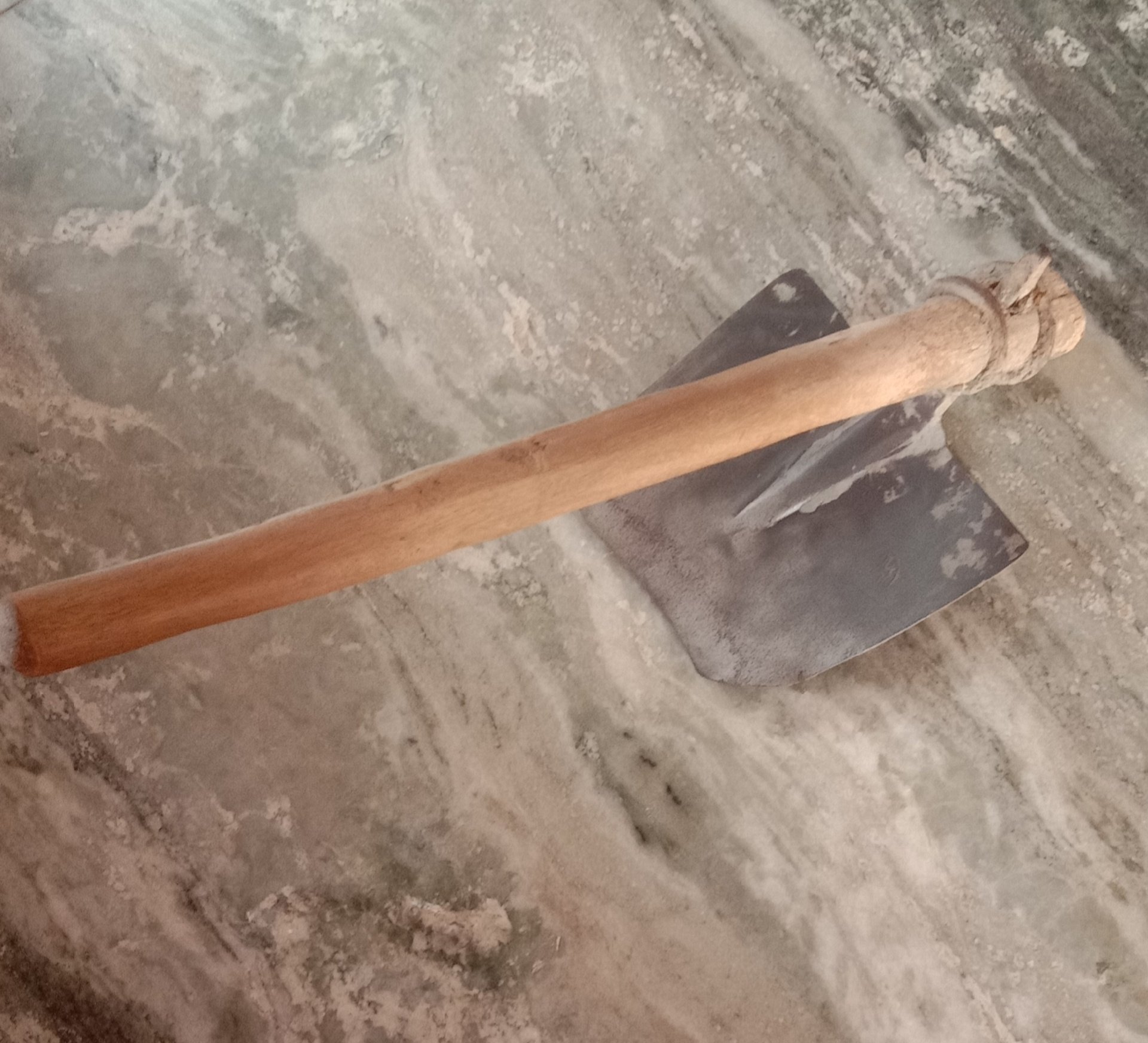
Kapa

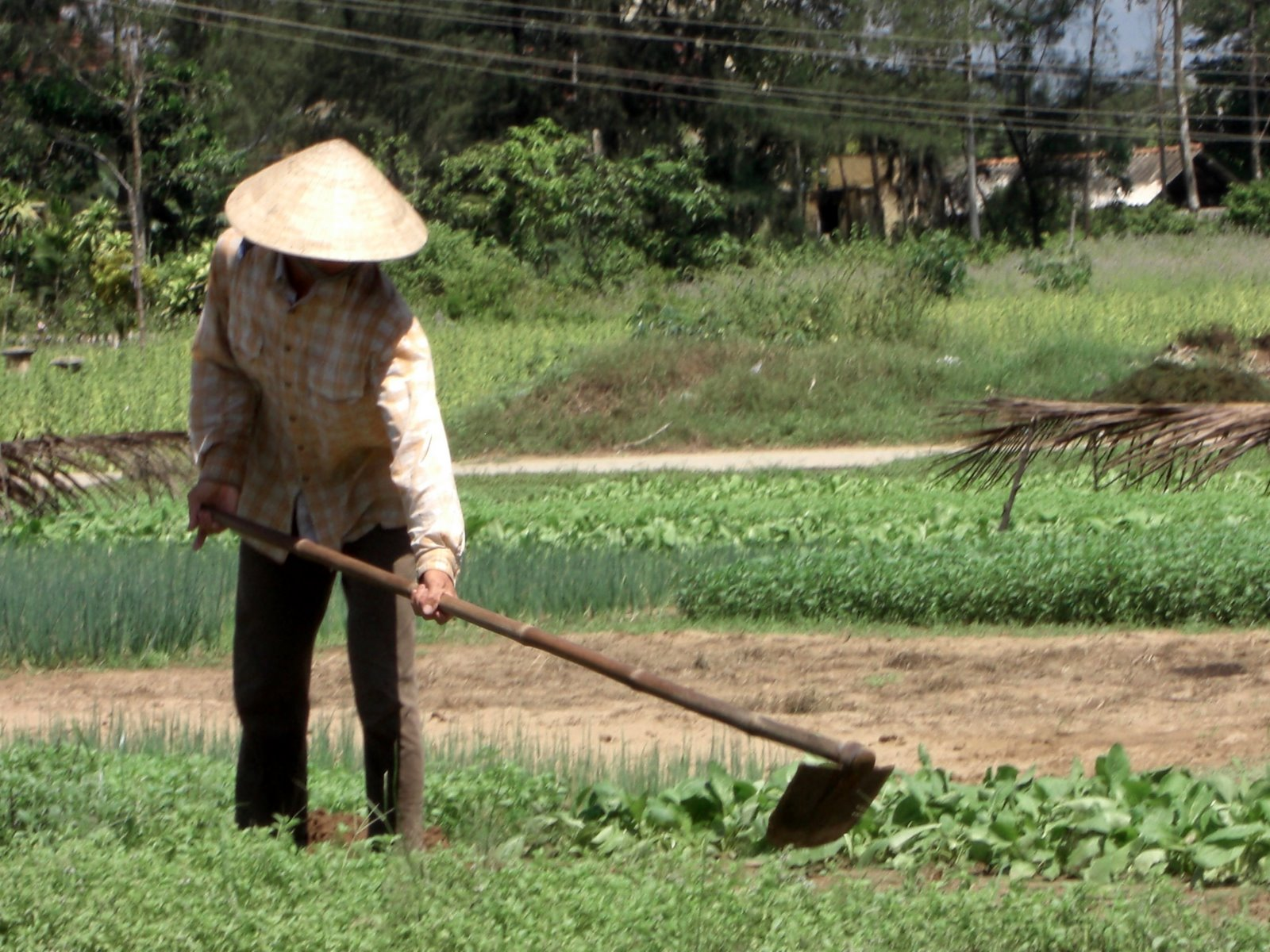
Kapáló ember

A kapa a talaj lazítására és gyomtalanítására szolgáló kézi talajművelő eszköz.  Vasból vagy acélból készül; a tulajdonképpeni kapából és a nyélből áll. 

## Alakja szerint
Alakja szerint megkülönböztetendő: 
1. a vékonyabb vaslemezből készült lapos kapa, amely hegyes vagy csapott végű lehet, és főképpen a növények ápolásánál alkalmazzák;
2. a szilárdabban készült véső alakú egyágú irtókapa;
3. a kétágú vagy hagymakapa, mely utóbbiakat különösen köves vagy gyeppel, illetve fákkal és cserjékkel benőtt, továbbá ekével meg nem szántható lejtős földek és szőlők megművelésénél alkalmaznak.

## Története
Az emberiség egyik legrégibb földművelő szerszáma. Az ősembereknek elsőnek fa- illetve kőkapájuk volt.